# Кантор, Джоди
Джоди Кантор (англ. Jodi Kantor; родилась 21 апреля 1975, Нью-Йорк, штат Нью-Йорк, США) — американская журналистка, сотрудница New York Times. В 2017 году совместно с коллегой, Меган Туи, опубликовала статью о Харви Вайнштейне, в которой подробно описывались десятки случаев сексуального насилия. Это привело к увольнению Вайнштейна и помогло успеху движения #MeToo. В 2018 году New York Times была удостоена Пулитцеровской премии, Кантор и Туи получили премию Джорджа Полка и были включены в список 100 самых влиятельных людей года по версии журнала Time. Впоследствии они опубликовали книгу «Её правда» о расследовании дела Вайнштейна. Кроме того, Кантор написала книгу «Обама».
В фильме «Её правда» Кантор сыграла Зои Казан.

## Биография
Джоди Кантор родилась в 1975 году в Нью-Йорке в еврейской семье. Она окончила среднюю школу в Холмделе, Нью-Джерси, в 1996 году с отличием окончила Колумбийский университет по специальности «история». В течение года изучала иврит в Израиле, позже в течение одного семестра посещала Гарвардскую юридическую школу.
Некоторое время Кантор работала в мэрии Нью-Йорка. В 2003 году, после переписки с колумнистом New York Times Фрэнком Ричем, она была назначена редактором раздела «Искусство и досуг» в этой газете. Считается, что Кантор — самый молодой человек, редактировавший раздел New York Times. В 2004 году она была включена в нью-Йоркский бизнес-список Крейна «40 до 40». В 2007 году Кантор начала писать о политике — в частности, о президентской кампании и о Бараке Обаме. За её авторством выходили статьи о Мишель Обаме, о роли дочерей Обамы в его карьере, о роли баскетбола в жизни президента, о его отношениях с преподобным Иеремией Райтом. Осенью 2009 года Кантор взяла интервью у президента и его жены в Овальном кабинете.
В 2012 году Кантор издала книгу «Обама» о том, как семья президента приспосабливалась к новому для неё миру Белого дома. Многие рецензенты высоко оценили книгу за вдумчивый подход, глубокое проникновение в тему, живость деталей, сочувствие автора по отношению к героям. Эзра Кляйн из The Washington Post назвал «Обаму» одной из лучших книг о Белом доме.
В 2016 году Кантор стала соавтором книги «Добро пожаловать, беженцы», рассказывающей о том, как обычные канадские граждане приняли десятки тысяч сирийцев. Эта книга снискала популярность и заслужила высокие оценки по всему миру, в том числе со стороны премьер-министра Канады Джастина Трюдо, который назвал её «замечательной и очень человечной».
5 октября 2017 года Кантор и Меган Туи опубликовали результаты совместного расследования деятельности кинопродюсера Харви Вайнштейна. Они рассказали о многочисленных сексуальных домогательствах по отношению к актрисам и работницам компании, о соглашениях, целью которых было скрыть следы злоупотреблений. В результате Вайнштейн был уволен правлением собственной компании The Weinstein Company., его членство в Академии кинематографических искусств и наук было аннулировано. Женщины по всему миру начали выдвигать обвинения в сексуальных домогательствах, что стало шоком для всей индустрии развлечений. Женщины начали использовать хэштег #metoo в социальных сетях, чтобы описать свой негативный опыт, связанный с влиятельными мужчинами. Рич Лоури, редактор National Review, назвал расследование Кантор и Туи «самой влиятельной журналистской работой», полностью изменившей страну.
Кантор и Туи написали о своём расследовании книгу, опубликованную в сентябре 2019 года в издательстве Penguin Press под названием «Её правда». The Washington Post назвала её «мгновенной классикой журналистских расследований». В ноябре 2022 года вышла одноимённая экранизация, в которой Кантор сыграла Зои Казан.